# キャンプスフィールド・ハウス

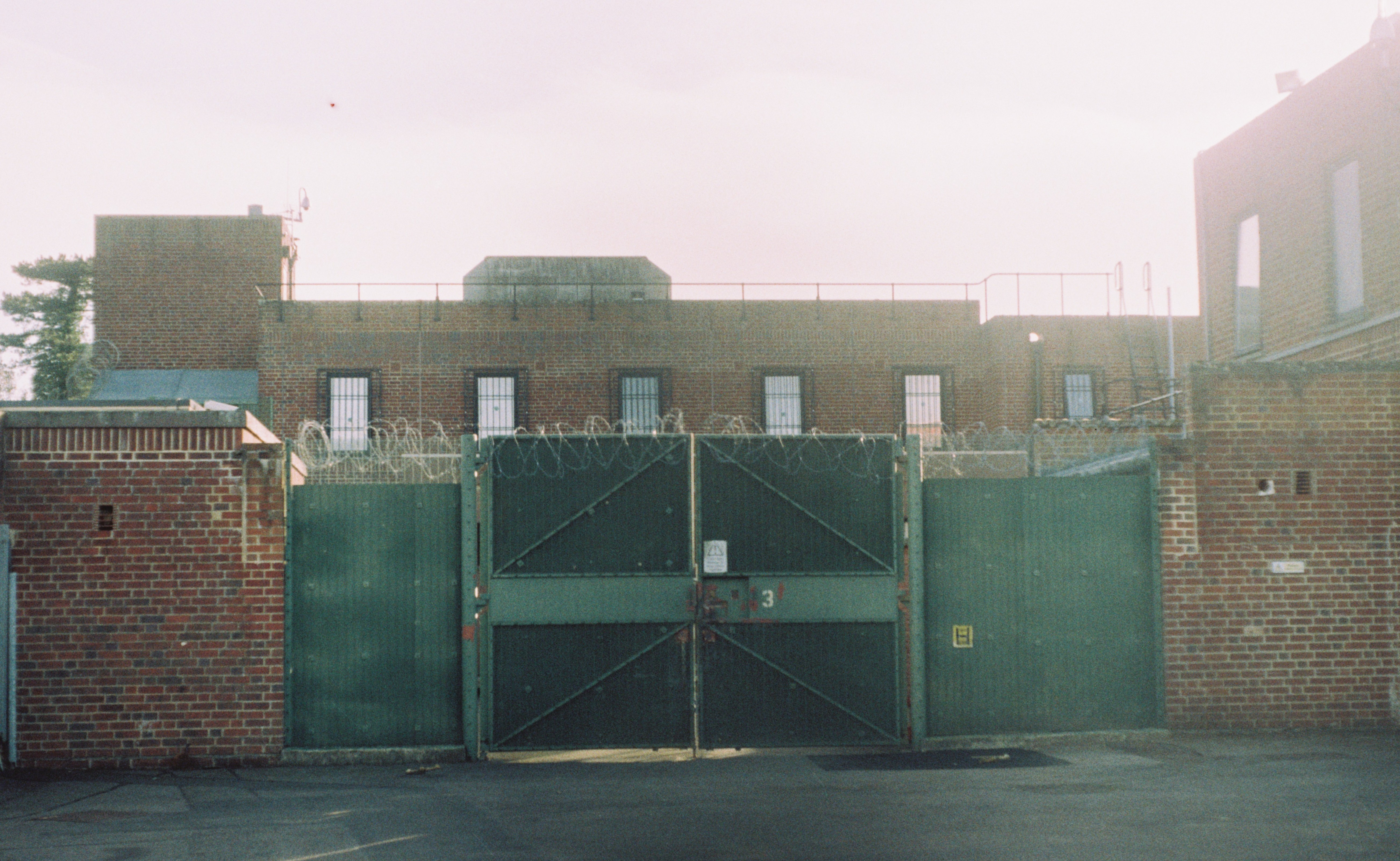
Campsfield House

キャンプスフィールド・ハウス（Campsfield House）は、イングランドオックスフォードにあった民間運営の移住者収容所である。2018年閉鎖。

## 概要
- 最大収容人数：215
- 施設：3ブロック
- 運営：GEO（アメリカ合衆国の収容所運営企業）

## 年表
- 1993年11月、青少年収容所の施設を、移住者収容所として運営開始
- 1997年、男性専用収容所として運営開始
- 2005年6月22日、ジンバブエ人6名による3日間のハンガーストライキ
- 2005年6月27日、3回の保釈申請却下後、トルコ人19歳男性は自殺
- 2007年3月、暴動[2]
- 2008年6月14日、火事[3]
- 2008年8月、イラク・クルド人13名によるハンガーストライキ[4]
- 2010年8月3日、100名によるハンガーストライキ

## 参照
1. ↑  “Campsfield House immigration detention centre closes”. BBC News (2018年12月14日). 2021年10月14日閲覧。
2. ↑  Nine hurt in asylum centre riot BBC, 14 March 2007 アーカイブ (2011年1月31日) - WebCite
3. ↑  Crews sent to immigration centre BBC, 14 June 2008
4. ↑  Detainees go on hunger strike at Oxfordshire immigration centre アーカイブ (2011年1月31日) - WebCite